# سود ایرلاینز
سود ایرلاینز (به انگلیسی: Sud Airlines) یک شرکت هواپیمایی است.
دفتر مرکزی سود ایرلاینز در اکس-آن-پروانس، فرانسه واقع شده‌است.